# Metastase
Metastase (græsk: ændring af tilstand) er spredning af kræft fra dens primære sted til andre steder i kroppen som hjerne eller lever.
Metastaser spredes gennem lymfesystemet og først og fremmest via blodet, når kræftceller løsrives fra den primære kræftknude og føres rundt i kroppen, hvor de løsrevne kræftceller etablerer en base i sundt væv.
Spredning er tilsyneladende afhængig af døgnrytmen.

## Eksterne links
- Metastase. Kræftens Bekæmpelse Arkiveret 1. oktober 2012 hos  Wayback Machine
- Forskere forhindrer kræft i at sprede sig. Videnskab.dk